# Мавлютова, Магрифа Закиевна
Магрифа Закиевна Мавлютова (башк. Мәүлетова Мәғрифә Зәки ҡыҙы), 27 августа 1913 года, деревня Нижние Лемезы — 7 октября 2004 года, город Уфа) — советский инженер‑технолог, нефтяник. Первый директор Уфимского научно-исследовательского нефтяного института (1947—1956). Депутат Верховного Совета РСФСР 1-го и 2-го созывов, депутат Верховного Совета Башкирской АССР 3-го и 4-го созывов. Заслуженный работник нефтяной и газовой промышленности РСФСР (1982), Заслуженный нефтяник Башкирской АССР (1967), Почетный нефтяник СССР (1973). Кавалер ордена Ленина (1970), двух орденов Трудового Красного Знамени (1948, 1959).

## Биография
Магрифа Мавлютова родилась 27 августа 1913 года в деревне Нижние Лемезы Уфимской губернии (ныне: Республика Башкортостан Иглинский район). По национальности башкирка. Мать-Хамдия Тагировна, отец— Заки Габидуллович. Заки Мавлютов был участником русско-японской войны 1904—1905 годов, во время Гражданской войны был убит белыми (1918). Имя Заки Мавлютова было присвоено местной школе и колхозу, башкирский писатель Гайнан Хайри в своем романе «Боролош» («Поворот») описал его гибель. В 1920 году мать Магрифы Хамдия Мавлютова переехала с детьми в Уфу.
В 1931 году Марфуга Мавлютова окончила Уфимский рабфак.
В конце 1920-х годов в Башкортостане начались работы по разведке нефтяных месторождений. В 1932 году забил первый мощный нефтяной фонтан у деревни Ишимбаево близ города Стерлитамака. Нужны были специалисты для зарождавшейся нефтяной и нефтехимической промышленности.
В 1931—1936 годах Магрифа учится в Московском химико-технологическом институте им. Д. И. Менделеева. В 1936 году она окончила факультет фундаментальной химии с дипломом инженера-технолога.
В 1936 году одной из первых женщин в республике начала работать инженером-технологом на Уфимском нефтеперерабатывающем заводе. В 1939 году была назначена заведующей отделом рабочей молодежи обкома ВЛКСМ, с 1940 года — старший химик, заведующая Центральной научно-исследовательской лабораторией Башнефтекомбината.
С 1945 года — старший инженер производственно-технического отдела производственного объединения «Башнефтехимзаводы».
В 1947 году назначена директором нового Уфимского нефтяного научно-исследовательского института, занималась организацией этого научного учреждения, начиная от проектирования здания, строительства жилья для сотрудников и до комплектованиями кадрами и руководства научной деятельностью института.
В 1956—1987 годах — заведующая лабораторией Башкирского нефтяного научно-исследовательского и проектного института (ныне крупнейший в Европе научно- исследовательский и проектный институт в составе корпоративного научно-проектного комплекса ПАО НК «Роснефть»).
Депутат Верховного Совета РСФСР 1-го, 2-го созывов, Верховного Совета Башкирской АССР 3-го, 4-го созывов.
В 1944 года была избрана заместителем председателя Президиума Верховного Совета РСФСР.
Скончалась 7 октября 2004 года в Уфе.

## Научная деятельность
Научные труды Магрифы Мавлютовой посвящены проблемам подготовки нефти к промышленной переработке.
В период Великой Отечественной войны под её руководством впервые обоснована возможность применения и производства специального химического реагента для отделения от нефти попутно добываемой пластовой воды, обессоливания и стабилизации нефти, и разработана технология этого процесса, во многом это позволило обеспечить бесперебойную поставку горючего из Уфы на фронт Великой Отечественной войны.
Под руководством Магрифы Закиевны проводились исследования физико-химических особенностей эмульсий, были созданы способы очистки нефти и газа от сероводорода, сбора нефтяных отходов и их утилизации и другие.
На работе была требовательна к себе, до преклонного возраста выезжала в командировки на промыслы производственного объединения «Башнефть».
М.Мавлютова — автор около 200 научных трудов и 4 изобретений. Проводила большую работу с населением как депутат Верховного Совета РСФСР и депутат Верховного Совета Башкирской АССР.

## Научные труды
- Опыт подготовки нефти на промыслах Башкирии. — Уфа: «Башкнигоиздат», 1966. (соавтор)
- Скрипченко Е.С., Лакузо Т.П., Жигач К.Ф., Серикова Л.А., Скрипченко В.И., Мавлютова М.З. Комплексно действующие деэмульгаторы сырых нефтей (нефть - вода - минеральные соли) //Добыча нефти, Июнь, 1966 Раздел: Архив журнала[5]

## Награды
- Орден Трудового Красного Знамени (дважды: 1948, 1959)
- Орден Ленина (1970)
- Орден «Дружбы народов»
- Медаль «За доблестный труд» (1942)
- Знак «Отличник нефтяной промышленности» (1942)[2]

## Почетные звания
- Почетный нефтяник СССР (1973)
- Заслуженный работник нефтяной и газовой промышленности РСФСР (1982)
- Заслуженный нефтяник Башкирской АССР(1967)

## Семья
- Дочь Ирина — кандидат технических наук, была сотрудником института «БАШНИПИНЕФТЬ».
- Сын Валерий — заслуженный врач Башкирской АССР, был анестезиолог-реаниматологом[2].

## Память
На доме Магрифы Закиевны Мавлютовой (Уфа, улица Ленина, 84) установлена мемориальная доска.